# Barely Lethal
Barely Lethal is een Amerikaanse actiekomedie uit 2015 onder regie van Kyle Newman, met in de hoofdrollen Hailee Steinfeld, Sophie Turner, Jessica Alba, Dove Cameron, Thomas Mann en Samuel L. Jackson.

## Verhaal
De Prescott Academy, een geheime overheidsinstelling, leidt jonge weesmeisjes op tot geheim agent. Agent 83 is echter nieuwsgierig naar de echte wereld en leert de tienercultuur kennen via tijdschriften en door naar Mean Girls en Beverly Hills, 90210 te kijken.
Tijdens een opdracht om wapenhandelaar Victoria Knox gevangen te nemen, veinst Agent 83 haar dood en schrijft ze zich in op een middelbare school als de Canadese uitwisselingsstudente Megan Walsh. Ze vindt onderdak bij het gastgezin Larson. Mevrouw Larson en haar zoon Parker verwelkomen haar, maar dochter Liz is koud en afstandelijk.
Cindy en Donna, twee populaire pestkoppen, overtuigen Megan om auditie te doen als schoolmascotte. Wanneer leerlingen van een rivaliserende school volgens de traditie proberen de mascotte van Newton High te ontvoeren, rekent Megan koelbloedig met hen af en een filmpje van haar acties gaat viraal.
Megan wordt gearresteerd door een agent van Prescott en naar haar instructeur Hardman gebracht. Ze weet hem te overtuigen dat ze alleen maar een normaal leven buiten de Academy wil leiden en hij laat haar gaan met de boodschap dat ze er nu alleen voorstaat.
Megan en Liz gaan naar een feestje dat georganiseerd wordt door Gooch, de klasclown van de school. Megan hangt rond met Cash, terwijl Liz dronken wordt en een band met Gooch begint te krijgen. Plots arriveert  Agent 84, die zichzelf Heather noemt, op het feest. Megan gaat ervan uit dat Hardman Heather heeft gestuurd om haar in de gaten te houden, maar Heather ontkent dit en probeert Cash te verleiden om haar te irriteren. Megan wint uiteindelijk Cash' aandacht en hij vraagt haar voor het homecoming-bal.
De volgende ochtend waarschuwt Hardman Megan dat Knox ontsnapt is. Op weg naar school worden Liz en Megan achtervolgd door een gemaskerde huurmoordenaar. Megan onthult haar geheim en crasht de twee auto's, maar de huurmoordenaar ontsnapt. Megan herkent de geur van het parfum dat Heather gebruikt. De twee belanden in het ziekenhuis, waar ze bezoek krijgen van Roger en Gooch. Op het homecoming-bal raakt Megan verveeld door Cash en verlaat hem voordat ze het goedmaakt met Roger. Heather is echter als Rogers date naar het bal gekomen, wat een gevecht tussen haar en Megan uitlokt. Heather onthult dat ze zich heeft aangesloten bij Knox' organisatie om Megan te kunnen vermoorden. Liz besluipt Heather en steekt haar in haar been en de twee ontsnappen.
Megan en Liz keren terug naar huis en ontdekken dat Knox en haar huurlingen mevrouw Larson en Parker hebben gegijzeld. Knox onthult dat ze Agent 1 was, maar dat ze vertrok en zich tegen hen keerde omdat ze haar van een normaal leven hadden beroofd. Hardman komt met versterkingen en overmeestert Knox en haar bande. Megan gebruikt een Prescott-helikopter om Roger, die naar huis rijdt, tegen te houden. Ze vertelt Roger wat haar ware gevoelens voor hem zijn en de twee kussen elkaar voordat ze zich bij Liz en Gooch in de helikopter voegen.

## Rolverdeling
| Acteur                    | Personage              |
| ------------------------- | ---------------------- |
| Hailee Steinfeld          | Megan Walsh / Agent 83 |
| Jessica Alba              | Victoria Knox          |
| Samuel L. Jackson         | Hardman                |
| Thomas Mann               | Roger Marcus           |
| Sophie Turner             | Heather / Agent 84     |
| Dove Cameron              | Liz Larson             |
| Toby Sebastian            | Cash Fenton            |
| Gabriel Basso             | Gooch                  |
| Rob Huebel                | Mr. Marcus             |
| Jaime King                | Analyst Knight         |
| Rachael Harris            | Mrs. Larson            |
| Jason Drucker             | Parker Larson          |
| Alexandra Krosney         | Cindy                  |
| Emma Holzer               | Donna                  |
| Madeleine Stack           | Megan (8 jaar)         |
| Eva Cooper                | Heather (8 jaar)       |
| Dan Fogler                | Mr. Drumm              |
| Finesse Mitchell          | Principal Weissman     |
| Christopher Nathan Miller | Fred the Freshman      |
| Steve-O                   | Pedro                  |

## Release en ontvangst
Barely Lethal werd uitgebracht in een beperkt aantal bioscoopzalen en via video-on-demand op 29 mei 2015. Op 4 augustus 2015 kwam de film uit op dvd en Blu-ray.
De film behaalde een score van 26% (34 beoordelingen) op Rotten Tomatoes. Op Metacritic kreeg de film een score van 44 op 100 (10 beoordelingen), wat duidt op "gemengde of middelmatige recensies".